# Sabujo de Halden
A sabujo de Halden[Nota] (em norueguês:  haldenstøver) é uma raça cujo nome foi inspirado na região de onde originou-se, na Noruega. Jovem, surgiu no século XX através dos cruzamentos entre os foxhounds ingleses e cães locais e é tida como rara mesmo na Escandinávia. Criado para caçar sozinho, este cão tem o temperamento considerado calmo e amigável, que aprecia a companhia humana. De adestramento tido como de dificuldade mediana, pode chegar aos 30 kg e requer proteção contra o frio, já que sua pelagem é muito fina.